# Íris Helena
Íris Helena (João Pessoa, Brasil, 1987), é uma artista visual multidisciplinar brasileira. Helena vive e trabalha na cidade de Brasília, Distrito Federal.
A pesquisa de Iris Helena se caracteriza pela exploração crítica, filosófica e poética da paisagem urbana. Em sua prática artística, ela incorpora imagens da cidade às superfícies e materiais que escolhe. Esses materiais, frequentemente comuns e ordinários, são retirados do dia a dia e permitem a reconstrução da memória ligada ao risco, à instabilidade e, principalmente, ao desejo de apagamento.
Íris Helena é representada pela galeria Portas Vilaseca.

## Prática Artística
A artista que trabalha com vídeos, instalações e constelações de objetos, materializando suas imagens em itens comuns como papel higiênico, marcadores de página e cartelas de remédio. Embora sua temática central seja a cidade, ela também explora a ideia de ruína, não como destruição completa, mas como uma forma de metamorfose.
Íris Helena, embora tenha nascido em João Pessoa, passou a infância e o início da adolescência no interior da Paraíba. Foi nesse período que ela começou a se aprofundar no tema das ruínas, explorando a cidade onde nasceu. Curiosamente, Íris conhecia esse lugar apenas através dos relatos de sua avó paterna, que falava sobre lugares e objetos daquela cidade que não existiam mais, como as ruínas de lojas, mercados, casas e outros espaços cotidianos.
A perspectiva de transformação da cidade veio desses relatos, onde sua avó descrevia as mudanças e os vestígios do que um dia foi. Essas memórias e histórias dos passeios com ela se tornaram um ponto de partida crucial para as pesquisas artísticas de Íris. Relembrar essas caminhadas e ver a cidade através das histórias de sua avó impulsionou seu olhar artístico, moldando sua prática atual, que busca capturar e reinterpretar as transformações urbanas e as ruínas que testemunham o passar do tempo.
Íris Helena descreve seu trabalho como uma jornada de impressões, não apenas aquelas físicas, mas também suas próprias interpretações e reflexões sobre a época em que vive e os acontecimentos sociais que a cercam. Sua inspiração é profundamente enraizada em sua experiência pessoal na cidade, onde ela mergulha na estrutura e composição de seu ambiente. Para Íris, o processo criativo se inicia com atividades simples, como caminhar, fotografar e revisitar lugares familiares. Ela enfatiza seu interesse na transformação e na subversão da realidade, assim como na observação do desgaste e das mudanças ao longo do tempo. Para ela, é como se os objetos ganhassem vida com o uso, um testemunho silencioso do passar dos dias.
Íris Helena aborda a fotografia como forma de fazer anotações, se utilizando de informações  que coleta para construir seus trabalhos, sua prática começa com a câmera ou o caderno, onde registra suas observações e ideias. Para artista, sua perspectiva é influenciada pelo tempo presente, mesmo quando aborda temas históricos, ela os interpreta através de sua visão contemporânea.

## Formação e Carreira
Íris Helena é uma artista licenciada em Artes Visuais pela Universidade Federal da Paraíba, Mestre em Poéticas Contemporâneas e doutora em Deslocamentos e Espacialidades em Arte pela Universidade de Brasília.
Iris Helena também é integrante do grupo de artistas pesquisadores VAGA-MUNDO: poéticas nômades vinculados a Universidade de Brasília (CNPq). O Grupo realiza residências e expedições pensando geopoética e poéticas da paisagem.

## Exposições

### Exposições Individuais
- 2019 - Práticas de Arquivo Morto - Notas. Caixa Cultural São Paulo, SP.[10]
- 2019 -Solo Show, 2019. Feira de Arte Ultittled. Miami, Estados Unidos.
- 2018 - Uma Semana com Iris Helena.  São Paulo Art Weekend, São Paulo.
- 2018 - ARTBO, 2018 Bogotá, Colômbia.[11]
- 2016 - Aliança – Navegando o mar cor de vinho em demanda de povos de línguas estranhas. Alfinete Galeria. Brasília, DF.[12]
- 2016 - Paraísos Fiscais. Zipper Galeria, São Paulo.[13]
- 2016 - Solo Show. Feira Internacional SP-Arte. São Paulo.[14]
- 2015 - Marcadores. Galeria Portas Vilaseca, Rio de Janeiro.[15]
- 2013 - Caminho por uma rua que passa em muitas cidades, 2013. Galeria Archidy Picado. João Pessoa, PB.
- 2009 - Notas de Esquecimento. Aliança Francesa. João Pessoa, PB.

### Exposições Coletivas
- 2024 - 33 Programa de Exposições do Centro Cultural São Paulo. Centro Cultural São Paulo (CCSP), SP.[16]
- 2023 - MUAMBA: Brazilian Traces of Movement. Ruby Cruel (Hockney), Londres, Inglaterra.[17]
- 2023 - Lá Onde Estiver. Caixa Cultural Brasília, DF.[18]
- 2020 - Zonas Limítrofes. Goethe Institut, Salvador, BA.[19]
- 2020 - Rumor. Caixa Cultural Brasília, DF.[20]
- 2019 - Estratégias do Feminino. Farol Santander, Porto Alegre, RS.[21]
- 2018 - MOLT BÉ!, 2018. Portas Vilaseca Galeria, Rio de Janeiro, RJ.[22]
- 2017 - Colección Al Límite, Sin Límites. Espacio Fundación Telefónica. Santiago, Chile.[23]
- 2017 - À vista - paisagem em contorno. Funarte. Brasília, DF.[24]
- 2016 - Imagem-Movimento. Zipper Galeria. São Paulo, SP.[25]

### Coleções
- 2018 - Instituto PIPA, Rio de Janeiro, RJ, Brasil.[26]
- 2017 - Arte Al Límite, Santiago do Chile, Chile.

- Museu de Arte do Rio – MAR, Rio de Janeiro, RJ, Brasil.

- Coleção Gilberto Chateaubriand / Museu de Arte Moderna – MAM, Rio de Janeiro, RJ, Brasil.
- Ministério das Relações Exteriores – Itamaraty, Brasília, DF, Brasil.
- Largo das Artes, Rio de Janeiro, RJ, Brasil.
- SESC, João Pessoa, PB, Brasil.
- Fundação Cultural de João Pessoa – FUNJOPE, PB, Brasil.

## Prêmios e Reconhecimentos
- 2018 - PIPA Categoria Online[27]
- 2017 - Prêmio FOCO Bradesco. Feira ArtRio. Rio de Janeiro, RJ.[28]

- 2012 -  I Salão de Artes Visuais. SESC. João Pessoa, PB

- 2010 - XIII SAMAP – Salão Municipal de Artes Plásticas. João Pessoa, PB
- 2010 - II Prémio EDP Energias nas Artes. Instituto Tomie Ohtake. São Paulo, SP
- 2010 - 61º Salão de Abril. Fortaleza, CE

## Residências Artísticas
- 2015 - Imersão em Território . Núcleo de Arte do Centro-Oeste - NACO. Olhos D’água, GO.[29]
- 2014 - Grande Tour . Residência coletiva de 9 artistas na Alfinete Galeria. Brasília, DF.
- 2014 - Ano do Brasil na Alemanha. Convite do Ministério das Relações Exteriores - MRE e Itamaraty. Frankfurt, Alemanha.
- 2012 - Ode à Sena . Intervenções artísticas na cidade Sena Madureira, Acre, dentro do projeto Interações (não) Distantes a convite da Universidade de Brasília (UnB) e da Universidade Aberta do Brasil (UAB).[30]